# Albaniana
Albaniana oder Albanianiae (das sich in etwa als bei den weißen Wassern ins Deutsche übersetzen lässt) war der antike Name eines römischen Kohortenkastells am Niedergermanischen Limes. Die Relikte des ehemaligen Militärlagers liegen heute weitestgehend überbaut im Zentrum von Alphen aan den Rijn, einer Stadt und Gemeinde in der niederländischen Provinz Südholland. Das Bodendenkmal ist seit 2021 Bestandteil des zum UNESCO-Weltkulturerbe erhobenen Niedergermanischen Limes.

## Lage, Quellen und Forschungsgeschichte

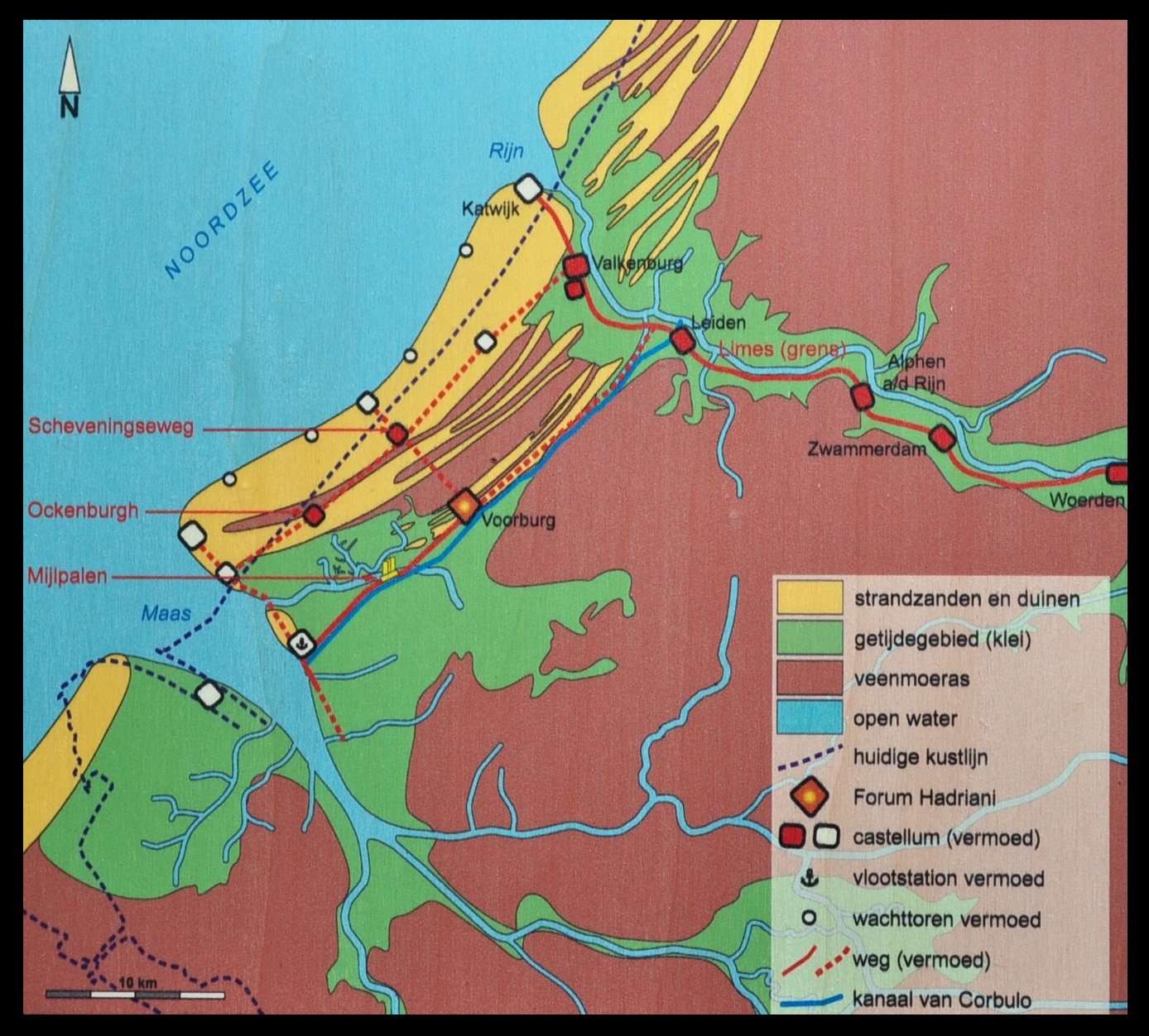
Geologisch-topographische Situation im Mündungsgebiet des Rheines im 2. Jh.

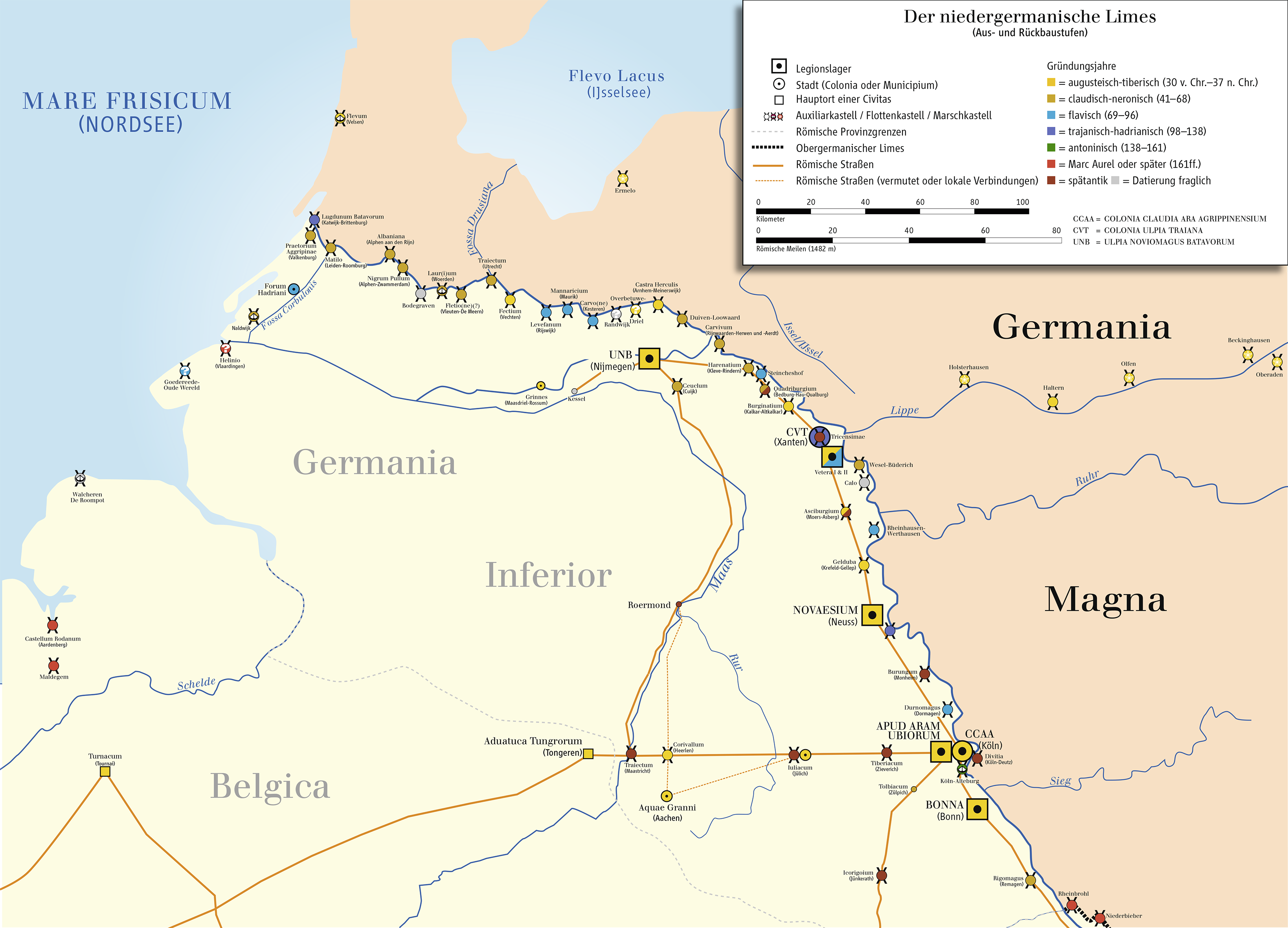
Albaniana im Verlauf des Niedergermanischen Limes

Das ehemalige Militärlager befand sich an der Mündung des Flüsschens Aar in den Oude Rijn. In der Wahl des Lagerplatzes bestehen Ähnlichkeiten zu Nigrum Pullum. Wie bei diesem wurde der direkten, aber tiefergelegenen Position unmittelbar gegenüber der Flussmündung der Vorzug gegeben vor einer Lage auf geringfügig entfernterem, aber höhergelegenem Terrain. Dies wirft umso mehr Fragen auf, als sich beide Militärlager in einem Gebiet befanden, in dem sich der durch die Nordsee verursachte Tidenhub des Rheines schon deutlich bemerkbar gemacht haben muss.
Der antike Name Albaniana ist sowohl auf der Tabula Peutingeriana als auch im Itinerarium Antonini verzeichnet.
Bereits seit dem 16. Jahrhundert sind archäologische Relikte aus dem Zentrum von Alphen bekannt, die insbesondere im Bereich des Kirchhügels immer wieder zu Tage traten. Aber erst beim Bau der Adventskerk (1920–1922) wurden konkretere Spuren beobachtet, die jedoch nicht zu größeren Untersuchungen führten. Wissenschaftliche Untersuchungen fanden erstmals nach dem Zweiten Weltkrieg statt, aber nur in sehr geringem Umfang, da zu dieser Zeit in der niederländischen Archäologie die Großgrabungen in Valkenburg alles andere aus dem öffentlichen Focus drängten. Die spärlichen Befunde blieben nur schwer interpretierbar, das Interesse verflachte. Eine Grabung im Jahre 1959 nördlich der Adventskerk förderte die Kastellthermen zu Tage, wurde aber nur in drei Kurzmitteilungen publiziert. Weitere Gelegenheiten zu Ausgrabungen bei großen Bauprojekten in den 1960er und 1970er Jahren wurden leider versäumt. Weite Bereiche des heute bekannten, südlichen Kastellareals müssen daher als unwiederbringlich zerstört angesehen werden. Erst 1985/1986 führte eine Untersuchung durch die Katholieke Universiteit Nijmegen (heute: Radboud-Universität Nijmegen) im Westen der Julianastraat zu weiteren Ergebnissen. Bei diesen Grabungen konnten offensichtliche Spuren einer Mannschaftsbaracke festgestellt werden.
Die gesicherte Entdeckung Albanianas gelang schließlich erst 1998/1999 im Rahmen der durch die geplante Errichtung eines Einkaufszentrums notwendig gewordenen Untersuchungen unter der Leitung von Jan Kees Haalebos, dem Ordinarius für Provinzialrömische Archäologie an der Katholieke Universiteit Nijmegen. Dabei konnten Teile des Kastells, der Zivilsiedlung (Vicus) und der Gräberfelder erforscht werden. 2001/2002 erfolgten weitere Untersuchungen. In dieser Grabungskampagne wurde die überwältigende Anzahl von rund 40.000 Stück Keramik, 800 Münzen, 5000 andere Metallobjekte sowie hunderte Kilogramm Knochen, Ziegel und Naturstein geborgen. Ferner wurden 1.500 Holzproben und 200 Bodenproben entnommen.

## Befunde, Funde, Interpretationen und Geschichte
Im Inneren des Kastells konnten Mannschaftsbaracken mit hölzernen Böden nachgewiesen werden. Viele persönliche Gegenstände der Soldaten befanden sich noch vor Ort, darunter ein Spiegel und Schreibutensilien sowie hunderte von römischen Münzen. Ferner verschiedene hölzerne Bauteile, darunter eine vollständige Türe, sowie organisches Material wie Speisereste und Pflanzensamen.
Die grobe Periodisierung, die nach den ersten Ausgrabungen 1998/1999 erstellt worden war, konnte nach der zweiten Grabungskampagne 2001/2002 wesentlich verfeinert werden. Problematisch war, dass lediglich die Spuren der ersten Phase gut erhalten waren, während die Relikte der jüngeren Phasen größtenteils der jahrhundertelangen, intensiven landwirtschaftlichen Nutzung des Geländes zum Opfer gefallen sind.

### Periode 1a bis 1c (41 bis 69/70)
Albaniana ist eines der wenigen Auxiliarkastelle, deren Gründungsdatum in die kurze Regierungszeit des Caligula fällt. Eine dendrochronologische Untersuchung der Bauhölzer verweist in die Zeit unmittelbar nach Caligulas Reise in das Gebiet der späteren Provinz Germania inferior in den Jahren 39/40. Dieser Nachweis wird noch einmal dadurch erhärtet, dass 340 von 579 Fundmünzen in die Zeit dieses Kaisers verweisen.
Aus den während der Grabungskampagnen 1998 und 2001/2002 gefundenen Münzen konnten insgesamt 579 Stück näher datiert werden:
| Prägung        | Zeitstellung                      | Grabung 1998 | Grabung 2001/2002 | Summe | Anteil   |
| Republikanisch | vor 27 v. Chr.                    | 0            | 17                | 17    | 2,94 %   |
| Augusteisch    | 27 v. Chr.–14 n. Chr.             | 4            | 40                | 44    | 7,60 %   |
| Tiberisch      | 14–37 n. Chr.                     | 0            | 26                | 26    | 4,49 %   |
| Caligula       | 37–41                             | 16           | 324               | 340   | 58,72 %  |
| Claudisch      | 41–54                             | 5            | 67                | 72    | 12,44 %  |
| Neronisch      | 54–68                             | 2            | 16                | 18    | 3,11 %   |
| Vierkaiserjahr | 68/69                             | 0            | 2                 | 2     | 0,35 %   |
| Flavisch       | 69–96                             | 6            | 38                | 44    | 7,60 %   |
| Nerva          | 96–98                             | 0            | 2                 | 2     | 0,35 %   |
| Trajanisch     | 98–117                            | 2            | 6                 | 8     | 1,38 %   |
| Hadrianisch    | 117–138                           | 0            | 1                 | 1     | 0,17 %   |
| Antoninisch    | 138–161                           | 0            | 3                 | 3     | 0,52 %   |
| Marc Aurel     | 161–180                           | 1            | 0                 | 1     | 0,17 %   |
| Gordianus III. | 238–244                           | 1            | 0                 | 1     | 0,17 %   |
| SUMME          | 1. Jh. v. Chr. bis 3. Jh. n. Chr. | 37           | 542               | 579   | 100,01 % |

Im Jahr 38 war Caligula mit einer großen Armee nach Mainz gezogen, um aggressive germanische Stämme jenseits des Rheins zu befrieden. Anschließend, im Jahr 40 zog er weiter an die Nordseeküste, um in die Fußstapfen Cäsars zu treten und eine Eroberung Britanniens in Angriff zu nehmen. Die Expedition wurde jedoch abgesagt. Der Wahrheitsgehalt der absurden Vorgänge, die Sueton in diesem Zusammenhang beschreibt, sei dahingestellt.
Die Forschung war lange davon ausgegangen, dass sich diese Ereignisse in Boulogne-sur-Mer abgespielt hätten, aber in den letzten Jahren häuften sich Hinweise, die in die westlichen Niederlande wiesen. Die Errichtung der Kastelle von Valkenburg (Praetorium Agrippinae) im Jahr 40 und von Albaniana ein Jahr später könnten durchaus mit einer geplanten Invasion Britanniens in Zusammenhang gestanden haben. Im Januar 41 wurde Caligula von Claudius abgelöst, der dann bereits im Jahre 43 tatsächlich die Eroberung Britanniens beginnen ließ.

#### Periode 1a
Über die zu dieser Zeit in Albaniana stationierten Truppen ist nichts bekannt. Die als Graffiti auf Terra sigillata Gefäßen eingeritzten Namen sind jedoch lateinischen Ursprungs, es ist daher denkbar, dass die Vexillatio einer Legio hier Quartier bezog, also Soldaten römischen Bürgerrechts vor Ort waren.
Die Spuren der ersten Bauphase fanden sich vorrangig in der südlichen Hälfte des Kastells, im Norden waren sie nahezu vollständig verschwunden. Das Kastell war aus Holz gebaut und mit seiner Prätorialfront nach Osten, zum Rhein hin ausgerichtet. Es war von zwei Verteidigungsgräben umgeben und von einer im Fundament drei Meter breiten Holz-Erde-Mauer (mit einem Skelett aus weichen Nadelholzstämmen) geschützt. Das Südtor (die Porta principalis dextra (Rechtes Seitentor)) und der südwestliche Eckturm konnten noch nachgewiesen werden. Der Eckturm und die beiden Türme, die das Südtor flankierten, gründeten jeweils auf sechs massiven Holzpfosten. Die Hölzer der Umwehrung konnten dendrochronologisch auf Herbst/Winter 40/41 und Frühjahr 41 datiert werden, während das bei den Innenbauten verwendete Material aus dem Jahr 42 stammte. Wahrscheinlich wahren die Soldaten zunächst in Zelten untergebracht. Der Grundriss des Lagers musste sich, bedingt durch die nahe Lage am Rhein, den topographischen Gegebenheiten anpassen, was dazu führte, dass es die Form eines Parallelogramms annahm.
Im Inneren des Lagers fanden sich in der rechten Praetentura (rückwärtige Lagerhälfte) die Spuren von drei hölzernen, nord-südlich ausgerichteten Mannschaftsbaracken, in der linken Praetentura die Überreste von weiteren, ebenfalls aus Holz errichteten Gebäuden, darunter ein Horreum (Getreidespeicher) und eine Fabrica (Werkstatt).

#### Perioden 1b und 1c
Für die folgenden Jahre konnten an der Lagerumwehrung zwei Reparaturphasen festgestellt werden: Jeweils in den Jahren 56(?) und (60) wurde das Lager erneuert. Das Gleiche gilt für eine unmittelbar beim Lager im Jahr 42 angelegte Uferbefestigung. Diese Kaianlage wurde in den Jahren 51 und 67 grundlegend repariert.
Nicht nur das Kastell von Albaniana, sondern die militärische Infrastruktur der gesamten Rheinlinie wurde grundlegend verbessert. Dies spiegelt sich auch in den Fundkomplexen der Perioden 1b und 1c wider. War die Periode 1a sowohl materiell wie ernährungsmäßig noch vom Vorhandensein des Allernotwendigsten geprägt, verbesserten sich Ausstattung und Verpflegung in den folgenden Jahren kontinuierlich. Es wurden unter anderem mehr Luxuskeramik und Glas gefunden und die Bodenproben erbrachten den Nachweis einer breiteren und reichhalterigen Nahrungspalette.
Nach dem Tod Neros im Jahr 68 entbrannte über dessen Nachfolge ein Bürgerkrieg, der große Teile des Imperiums in Mitleidenschaft zog. Einer der Thronprätendenten war Vitellius, der Kommandeur des niedergermanischen Heeresbezirks. Als er, um seine Ansprüche durchzusetzen, einen Großteil der Truppen abzog und damit die Rheingrenze schwächte, nutzten die Bataver (angestachelt von seinem Konkurrenten Vespasian) die Gelegenheit und revoltierten gegen die römische Besatzung. Die Kastelle wurden erobert oder von den Garnisonskommandeuren geräumt und niedergebrannt. Dies geschah so auch in Albaniana.

### Periode 2 (70 bis 160)
Im Jahr 69 ging Vespasian als Sieger aus dem Bürgerkrieg hervor, unterwarf 70 die aufständischen Bataver und ließ die Kastelle am Rhein wieder aufbauen. Albaniana wurde leicht in nördliche Richtung erweitert, behielt aber seinen trapezoiden Grundriss. Über den Aufbau des neuen Lagers ist wenig bekannt. Es wurde wahrscheinlich von drei Spitzgräben umgeben, die so sehr eingetieft waren, dass sie ständig unter Wasser standen. Dafür sprechen Wasserpflanzensamen, die aus den Bodenproben der Gräben geborgen werden konnten. Erstmals wurden einzelne Gebäude mit Dachpfannen gedeckt, die wahrscheinlich von den Truppen selbst vor Ort produziert wurden. Durch die Ziegelstempel wurde die Cohors VI Breucorum (6. Kohorte) der Breuker als die Truppe identifiziert, die in Albaniana die vermutlich bis um 120 in Albaniana stationiert war.
Da Holz immer noch den wichtigsten Baustoff bildete, wird in Anbetracht der neunzigjährigen Existenz des zweiten Lagers naturgemäß von mehreren Renovierungsphasen ausgegangen, diese konnten jedoch nicht bewiesen werden. Nachgewiesen sind sie jedoch für die Uferbefestigung, die mindestens zweimal, nach dendrochronologischer Datierung in den Jahren 94 und 124/125, gründlich erneuert wurden. Ein gewichtiger Grund für Reparaturarbeiten scheinen die Erosionen durch die Aktivitäten des Rheins im Tidengebiet der Nordsee gewesen zu sein.

### Periode 3a bis 3c (160 bis 270/275)
Um 160 wurde das Kastell mit einer steinernen Wehrmauer und steinernen Türmen versehen. Aus- und folgende Umbauten erfolgte durch Bautrupps der Legio I Minervia, zum Teil unter Verwendung von Baumaterial, das die von dieser Legion betriebene Tegularia transrhenana („Ziegelei jenseits des Rheins“) produziert hatte. Über die Einheit, die in der dritten Periode in Albaniana stationiert war, herrscht Unklarheit. Eine einzelne Eigentümerinschrift aus dieser verweist auf die Cohors XV voluntariorum civium Romanorum, andere Graffiti zeigen Namen, wie sie aus dem Donauraum bekannt sind.

#### Periode 3a
Der Grundriss in Gestalt eines Parallelogramms wurde beibehalten, jedoch erfolgte an der Nordseite des Lagers zunächst eine Reduzierung der Fläche auf die der vorflavischen Zeit. Vermutlich aufgrund der inzwischen starken Abholzungen vor allem südlich des Rheines, die zu einer verminderten Regenwasserrückhaltefähigkeit in diesen Regionen führte, kam es zu stärkeren Hochwassern, die nach rund 20 bis 30 Jahren zum ersten Mal dazu führten, dass um 180/190 auch Teile des ersten Steinkastells fortgespült wurden.

#### Perioden 3b und 3c

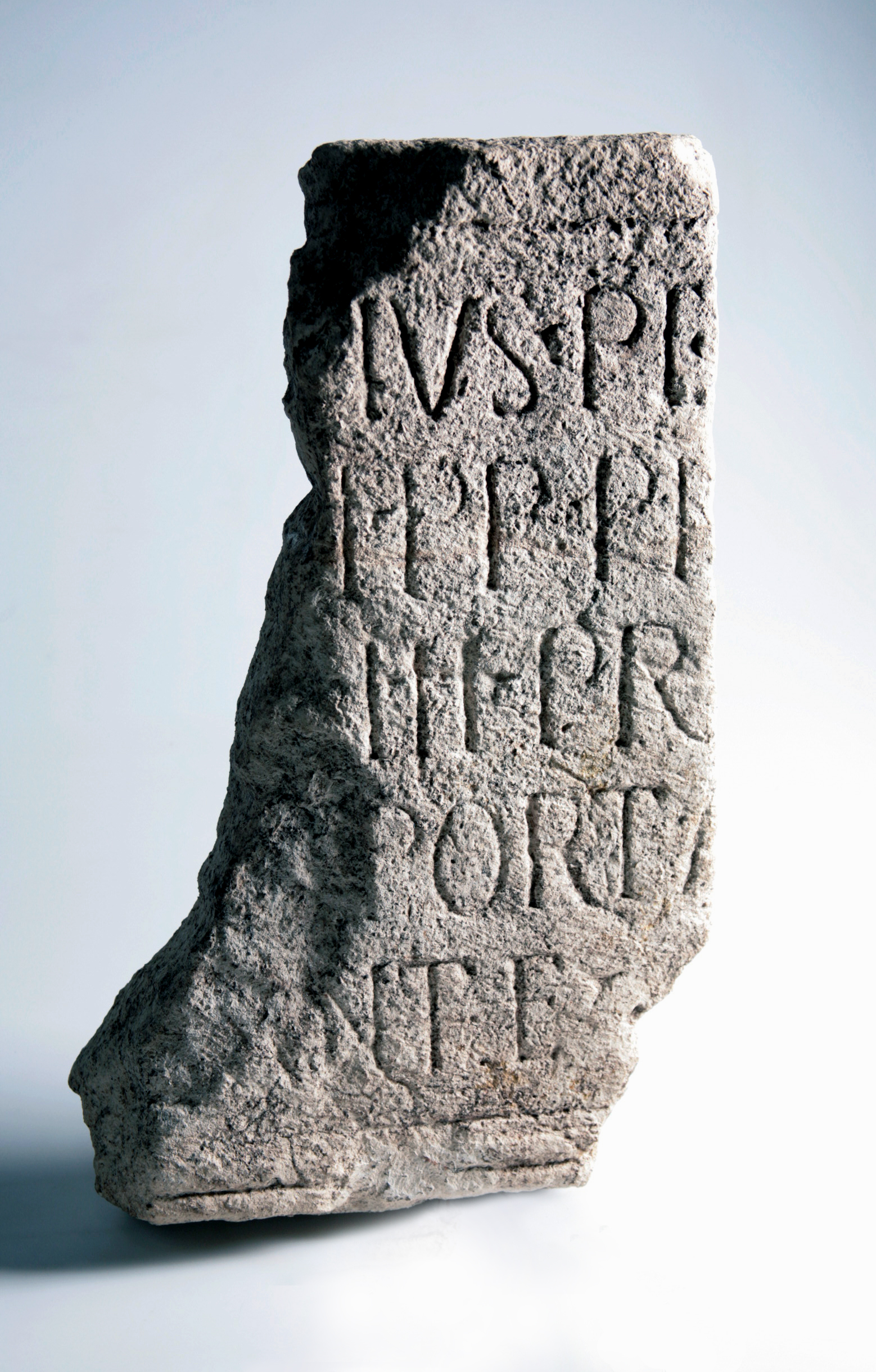
Bauinschrift zu Ehren des Kaisers Septimius Severus
lothringischer Kalkstein
AO: Provinciaal Archeologisch Depot Zuid-Holland

Zu Beginn des zweiten Jahrhunderts, zwischen 208 und 211 zerstörten die Hochwasser des Rheins noch einmal Teile der um 180/190 errichteten Kastellumwehrung (Ende der Periode 3b). Zumindest die Südmauer und die Porta decumana wurden durch diese Flut beschädigt.
Der Beginn der Periode 3c konnte durch die Bauinschrift zu Ehren des Kaisers Septimius Severus gut datiert werden:
[Imp(erator) Caes(ar) L(ucius) Sept(imius) Severus P]ius Pe[rtinax Aug(ustus)] / [pont(ifex) max(imus) tr(ibunicia) pot(estate) 3]I p(ater) p(atriae) pe[r milites leg(ionis) I Min(erviae) P(iae) F(idelis)] / [Antoninianae coh(ortis)] III pr[aetoriae 3] / [3 murum cum] porta [vetust]a[te collap]/[sum a solo rest(ituit) cura]nte [Venid]io [Rufo leg(ato) Aug(usti) pr(o) pr(aetore)].
(Übersetzt: Dem Imperator Caesar Lucius Septimius Severus Pius Pertinax Augustus, Pontifex Maximus, Besitzer der tribuzinischen Gewalt, Vater des Vaterlandes, (wurde) durch die Soldaten der 1. Legion Minervia mit den Beinamen die Loyale, die Treue des Antoninus, der dritten Prätorianerkohorte die von selbst eingestürzte Mauer mit dem Tor wieder aufgerichtet, unter der Sorge des Venidius Rufus, kaiserlicher Legat im Range eines Prätors.)
In seiner letzten Gestalt bestand das Lager, bis es wahrscheinlich um 270/275 aufgelassen wurde, als römischen Truppen die Rhein in diesem Abschnitt verließen. Die Funde von Badorfer Keramik sprechen dafür, dass die Ruine ab dem Frühen Mittelalter endgültig als Steinbruch genutzt und bis zum achten oder neunten Jahrhundert vollständig abgebrochen wurde.

## Erhaltungszustand und museale Präsentation
Die Überbleibsel des Kastells Albaniana liegen weitestgehend überbaut unter der dicht bebauten Innenstadt von Alphen. Oberirdisch ist nichts mehr zu sehen, aber auch im Boden sind weite Bereiche des Kastells, des Vicus und der Gräberfelder durch bauliche Eingriffe und archäologische Ausgrabungen weitgehend zerstört. Bestenfalls moderne Kunstwerke erinnern im heutigen Stadtbild an die römische Zeit. Fundmaterial aus den beiden Alphener Garnisonen Nigrum Pullum und Albaniana sowie Informationen über die römische Vergangenheit der Stadt finden sich heute im Wesentlichen an drei verschiedenen Stellen.
Im Erdgeschoss des Archeologiehuis Zuid-Holland wird die römische Geschichte des Gebiets um Alphen aan den Rijn und der Provinz Südholland präsentiert. Schwerpunkt der Präsentation ist die Darstellung des Übergangs von der Eisenzeit zur Römerzeit anhand von mehr als 600 Exponaten.
Zahlreiche Funde aus Alphen fanden ihren Weg ins Rijksmuseum van Oudheden im nur knapp 20 km entfernten Leiden, wo sich die meisten in den Magazinen des Museums befinden, die Glanzlichter jedoch Bestandteile der ständigen Ausstellung sind.

Militärische Funde aus Albaniana
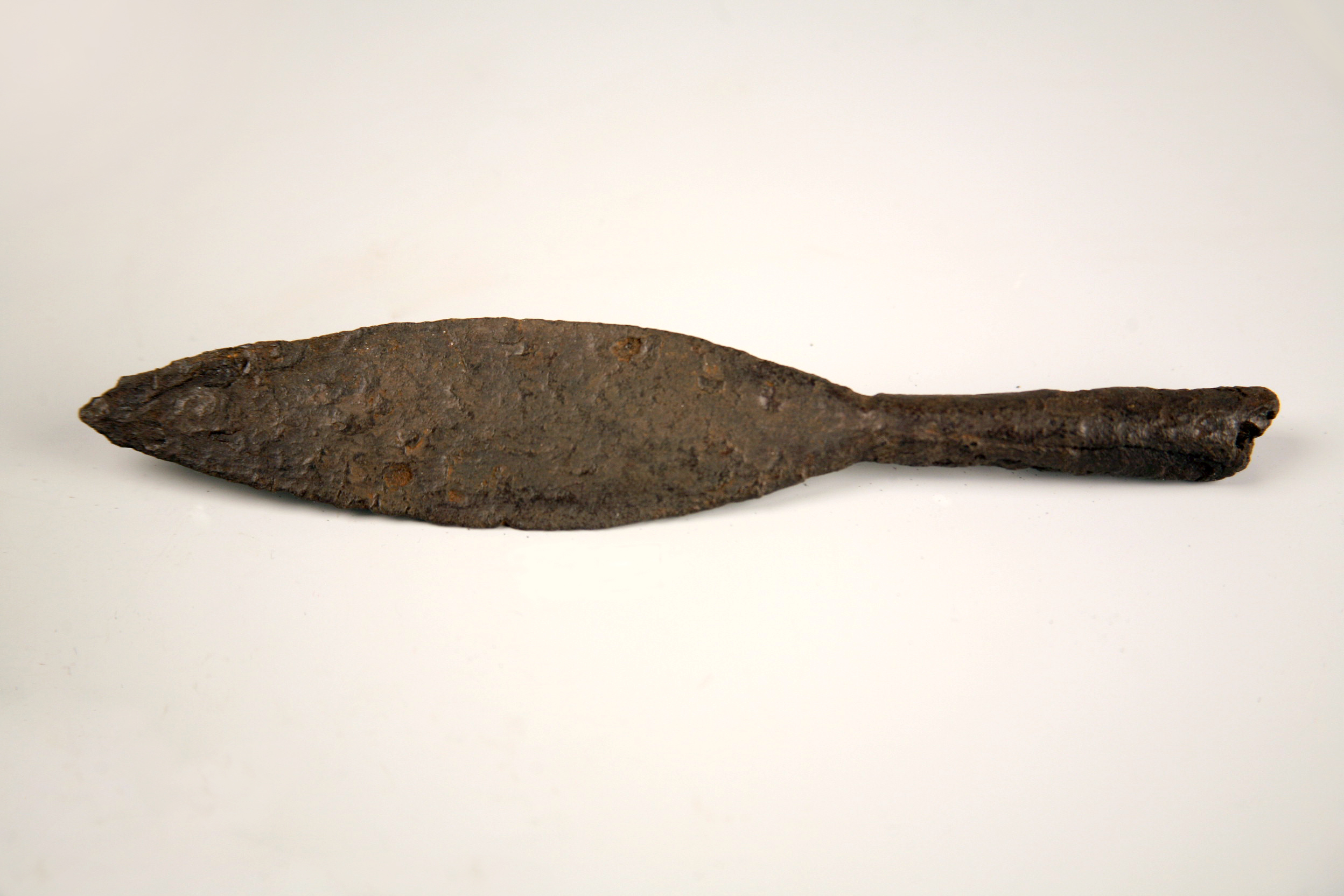
Eiserne Lanzenspitze AO: Provinciaal Archeologisch Depot Zuid-Holland
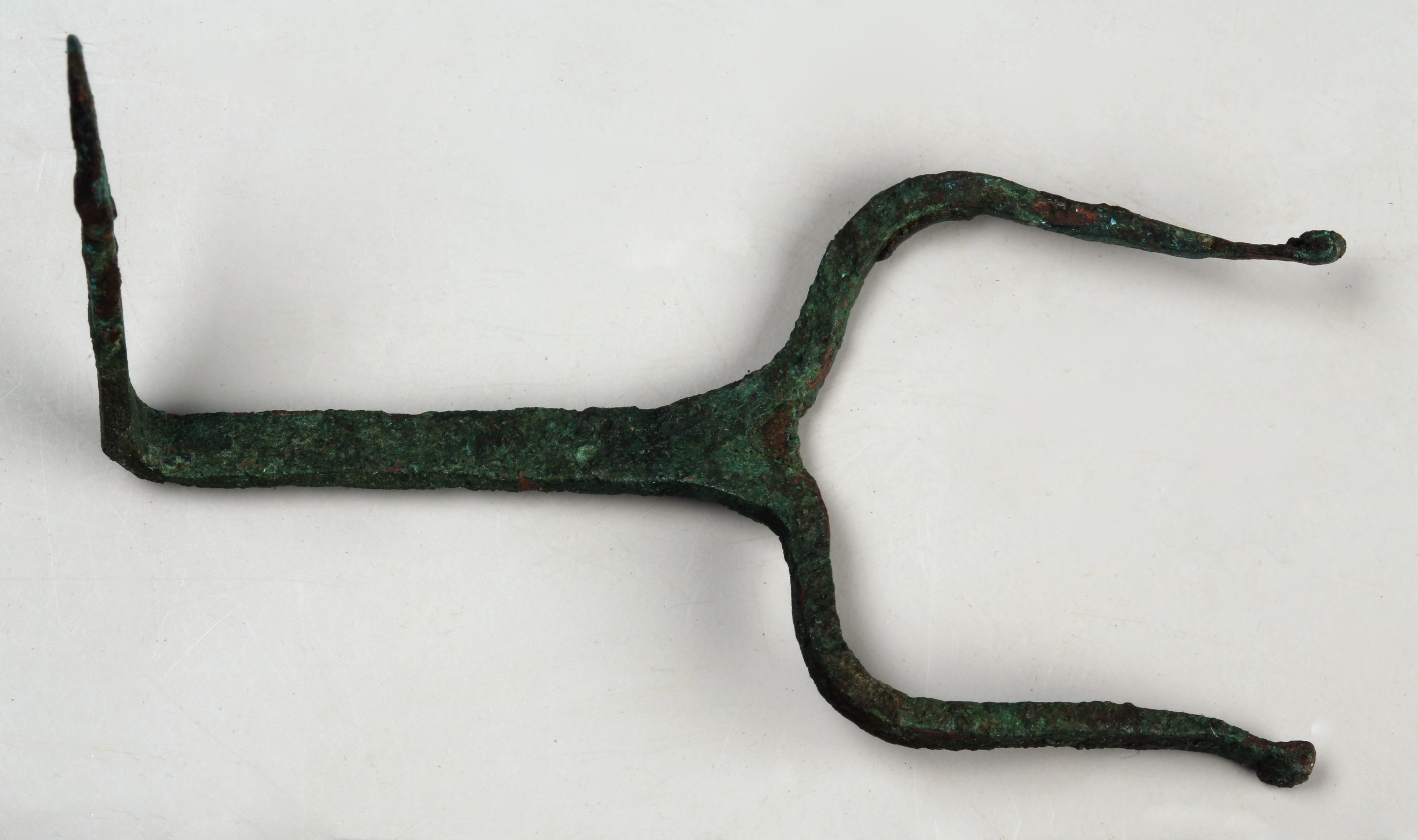
Helmbuschhalter, Bronze AO: PADZH
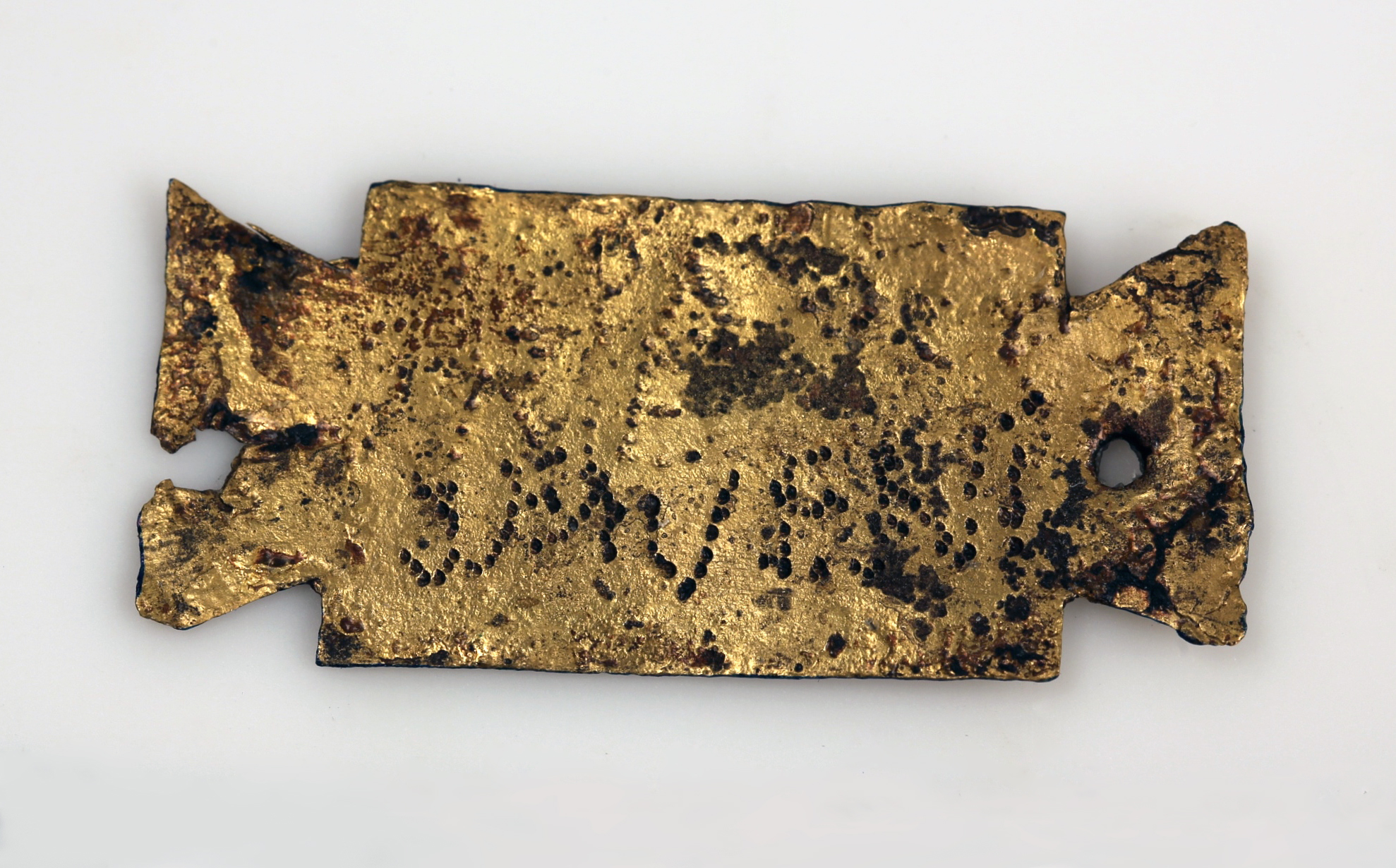
Namensschild, Bronze AO: PADZH
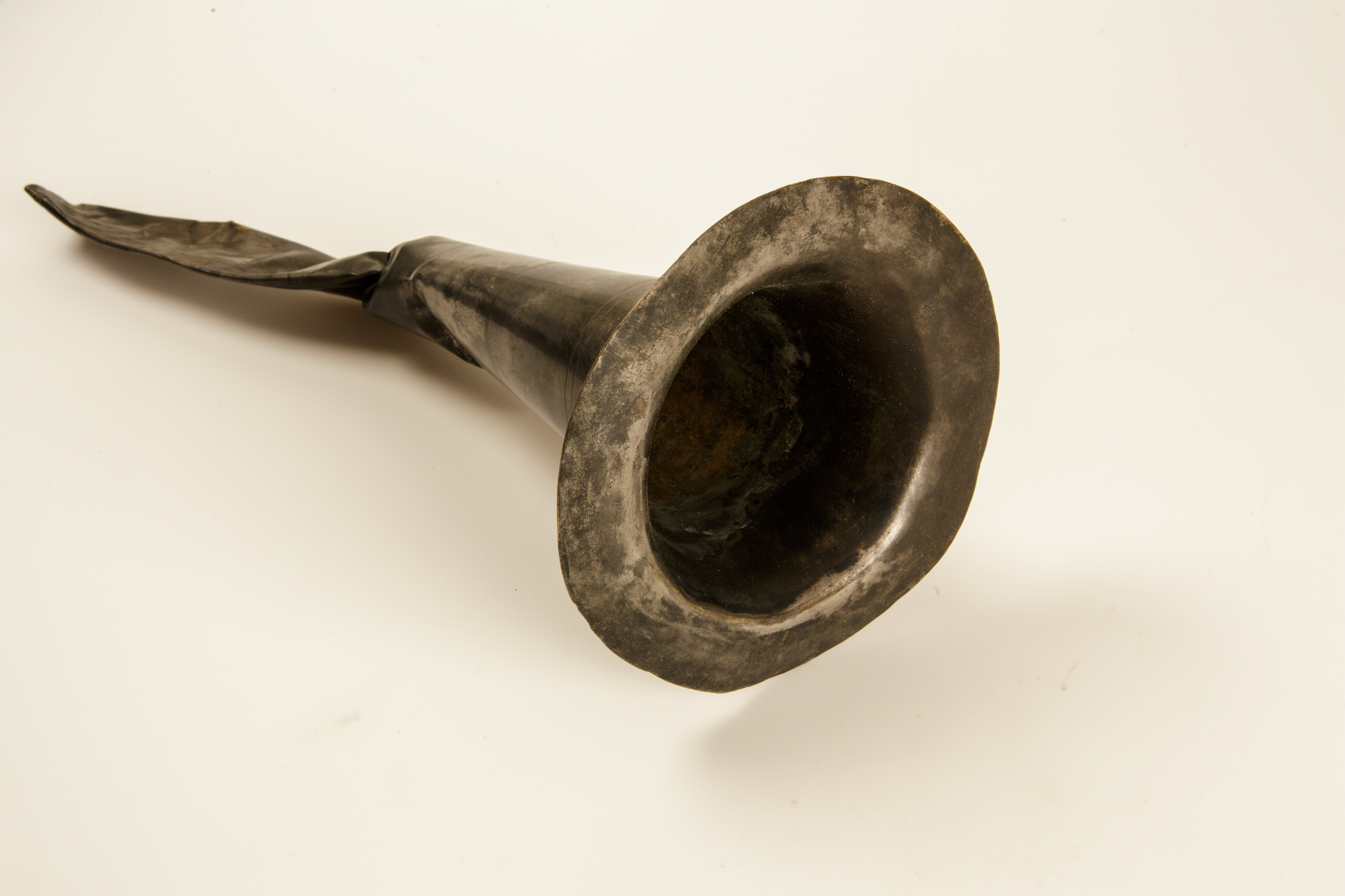
Bronzenes Signalhorn AO: PADZH
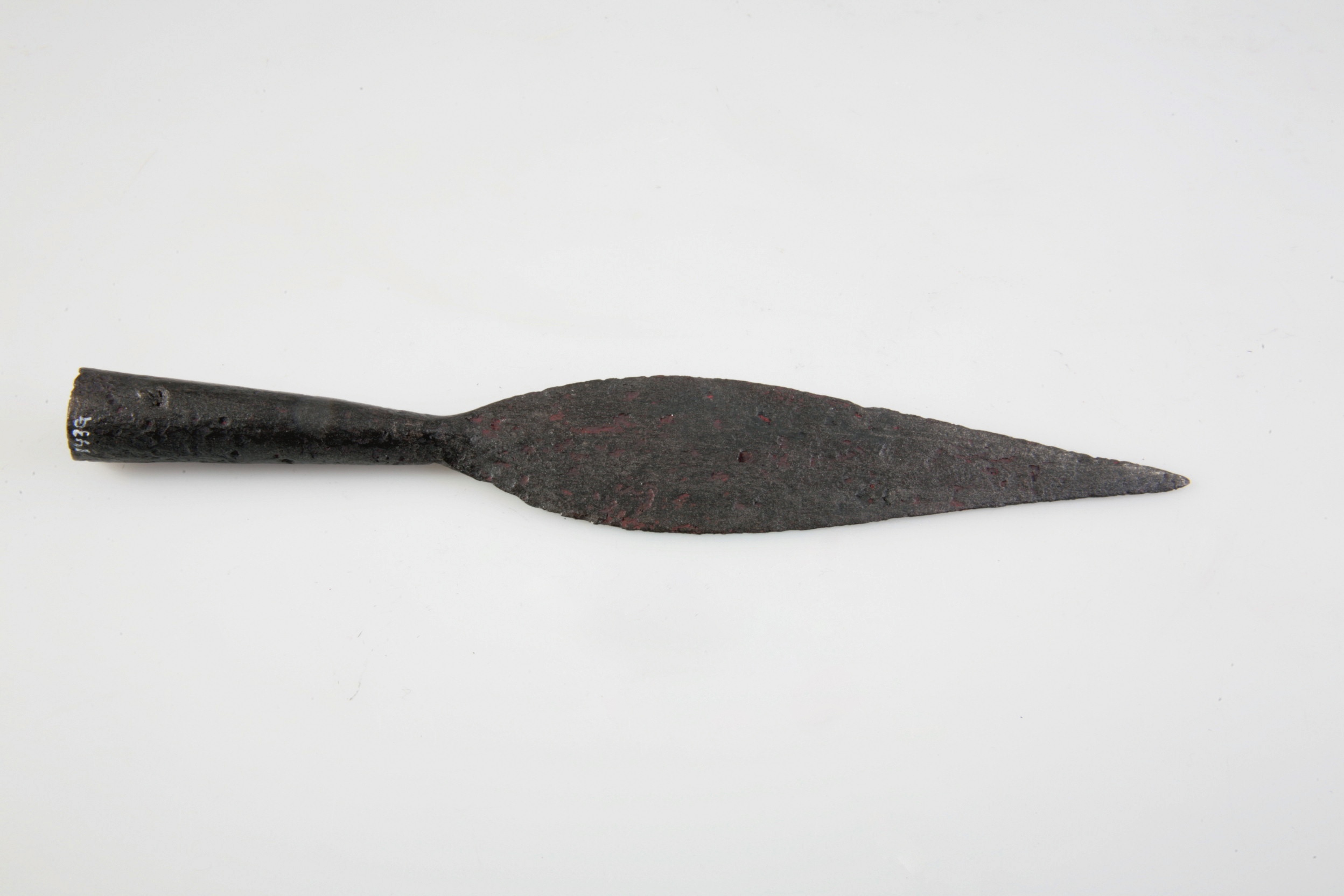
Eiserne Lanzenspitze AO: PADZH

Zivile Funde aus Albaniana
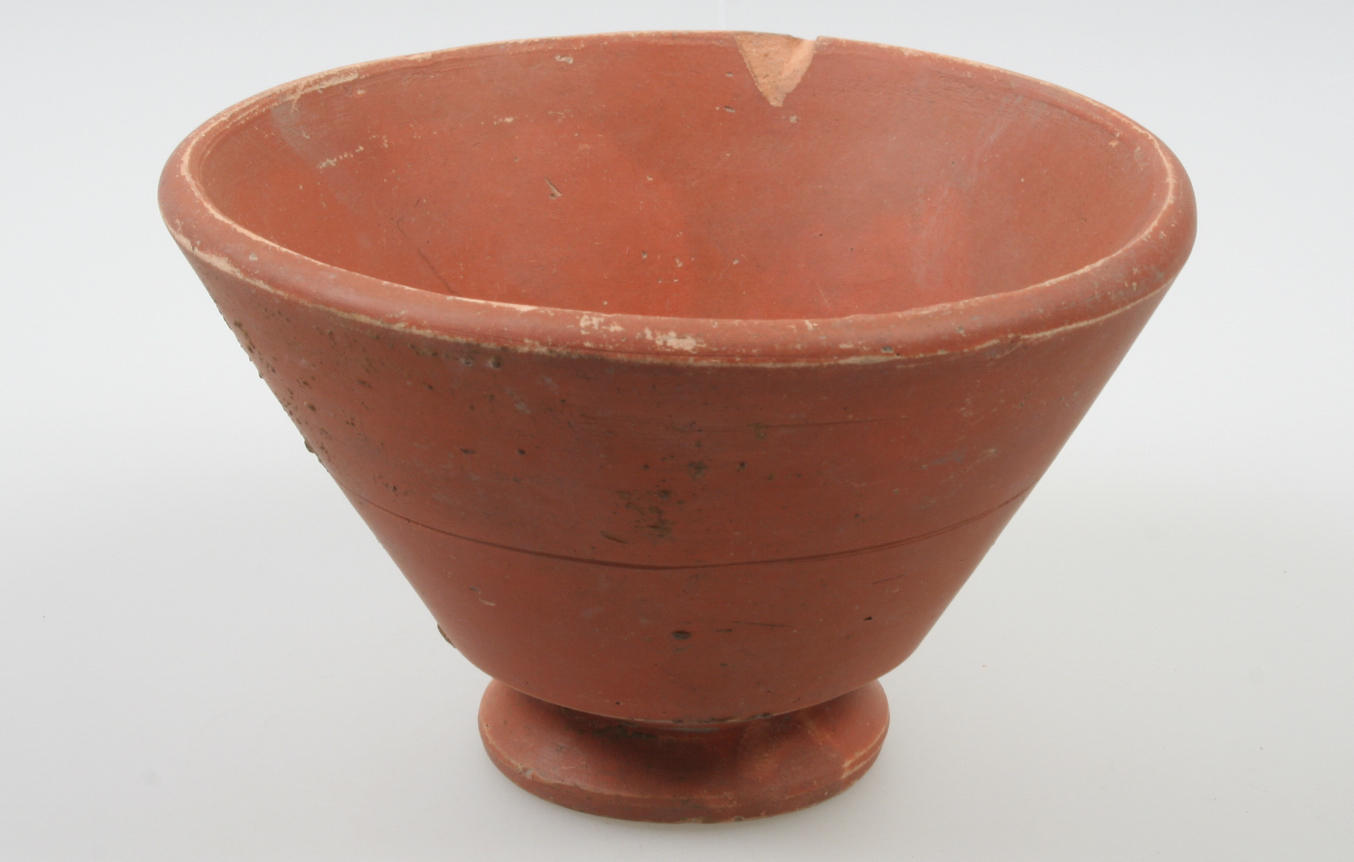
Terra-sigillata Schale AO: Rijksmuseum van Oudheden, Leiden
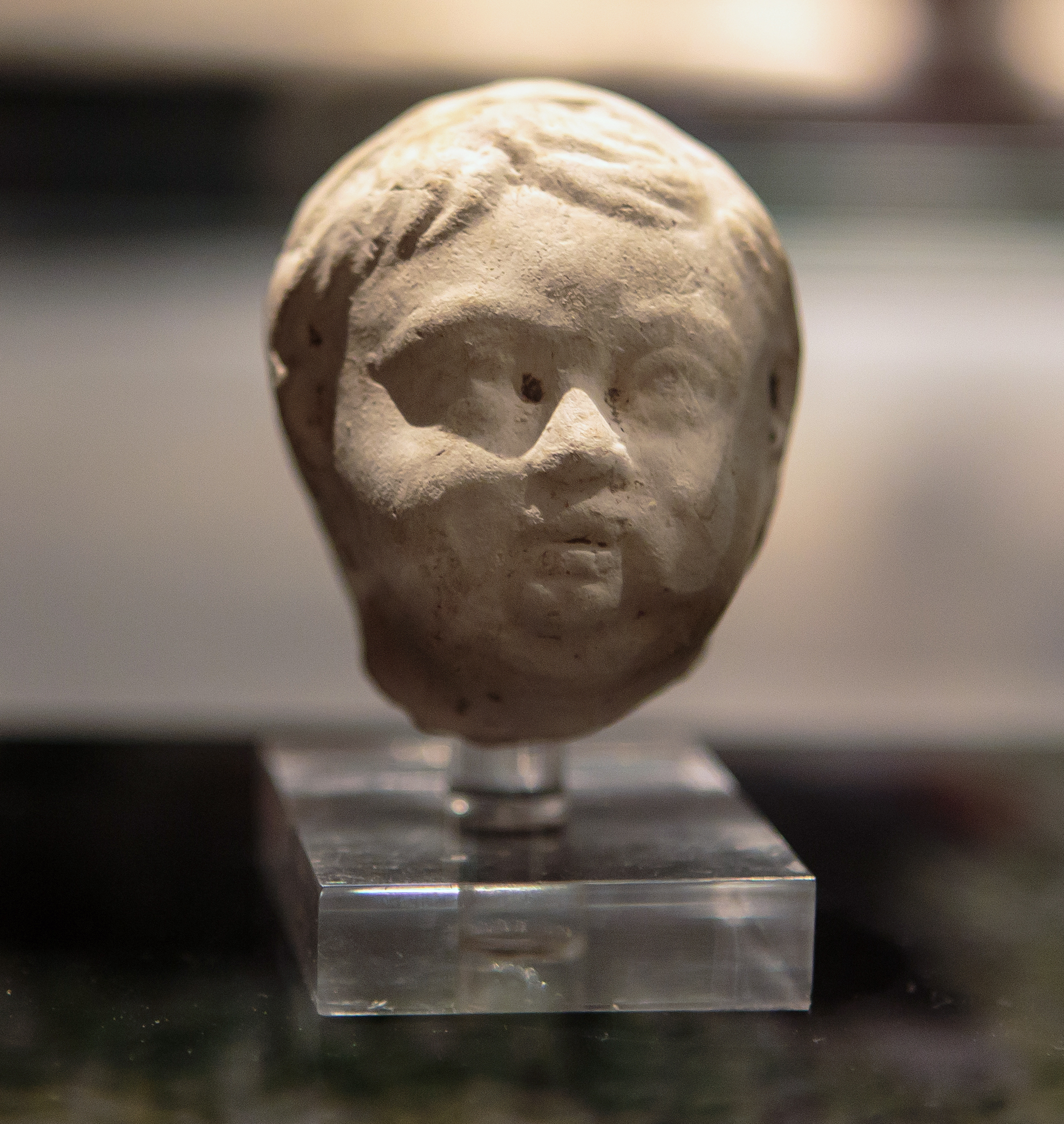
Kopf eines Jungen Pfeifenton, 70-150 n. Chr. AO: PADZH
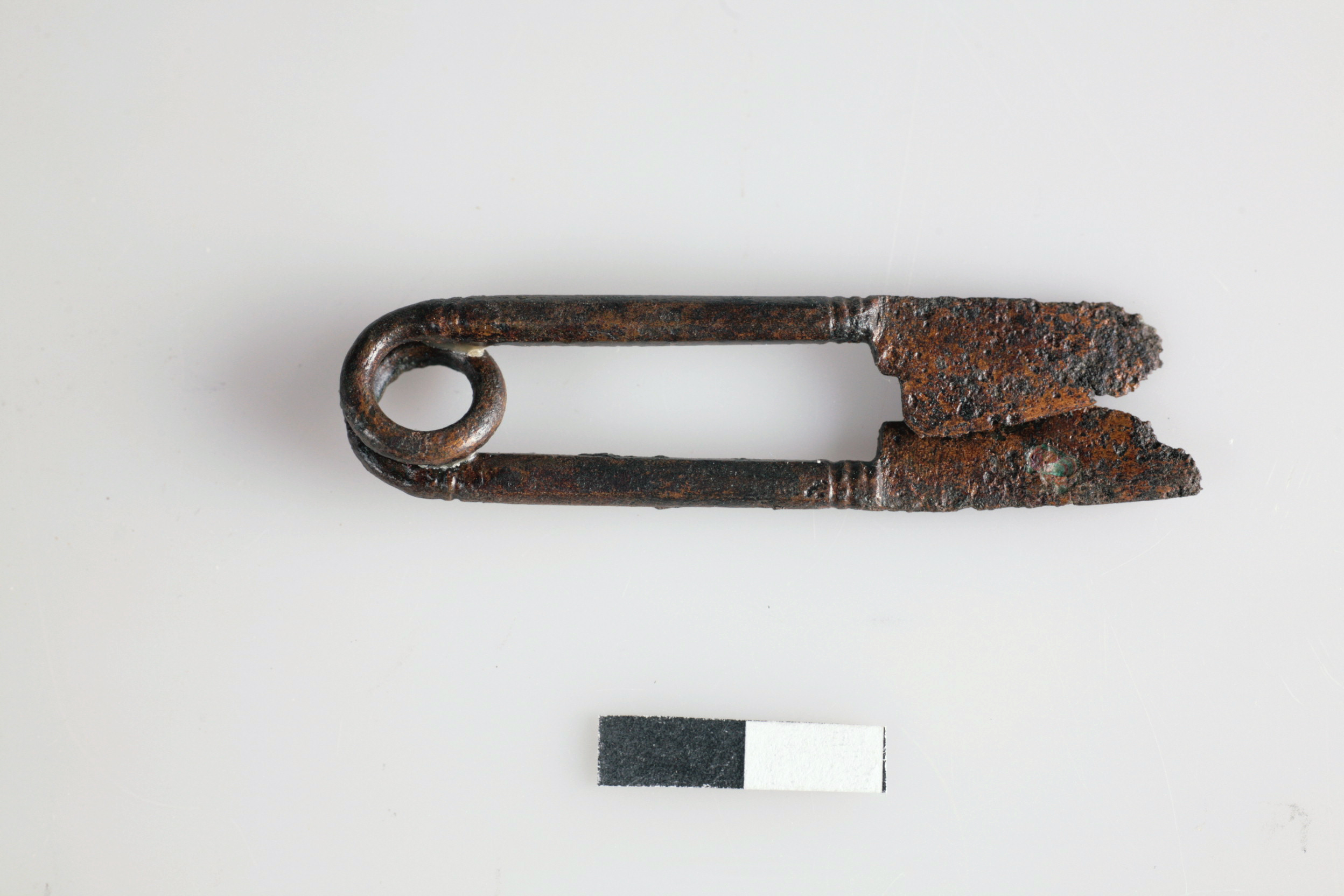
Knips-Schere, Bronze AO: PADZH
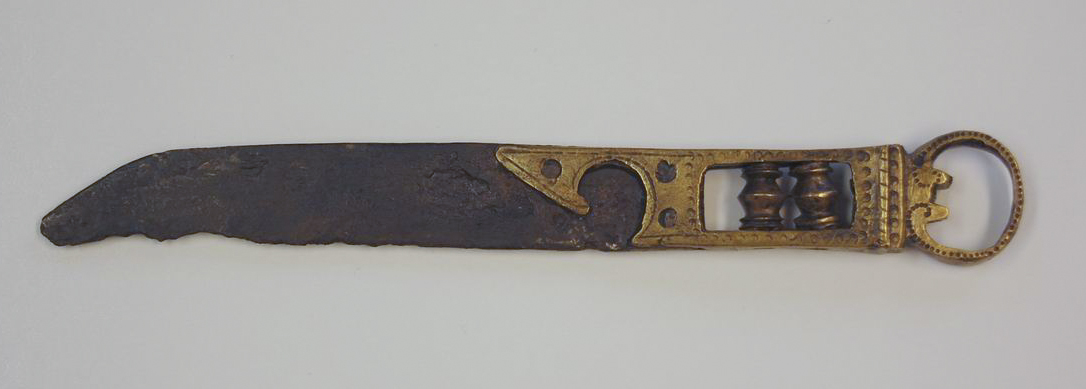
Obstmesser Klinge Eisen Schaft Messing 1. bis 2. Jahrhundert AO: RMO Leiden
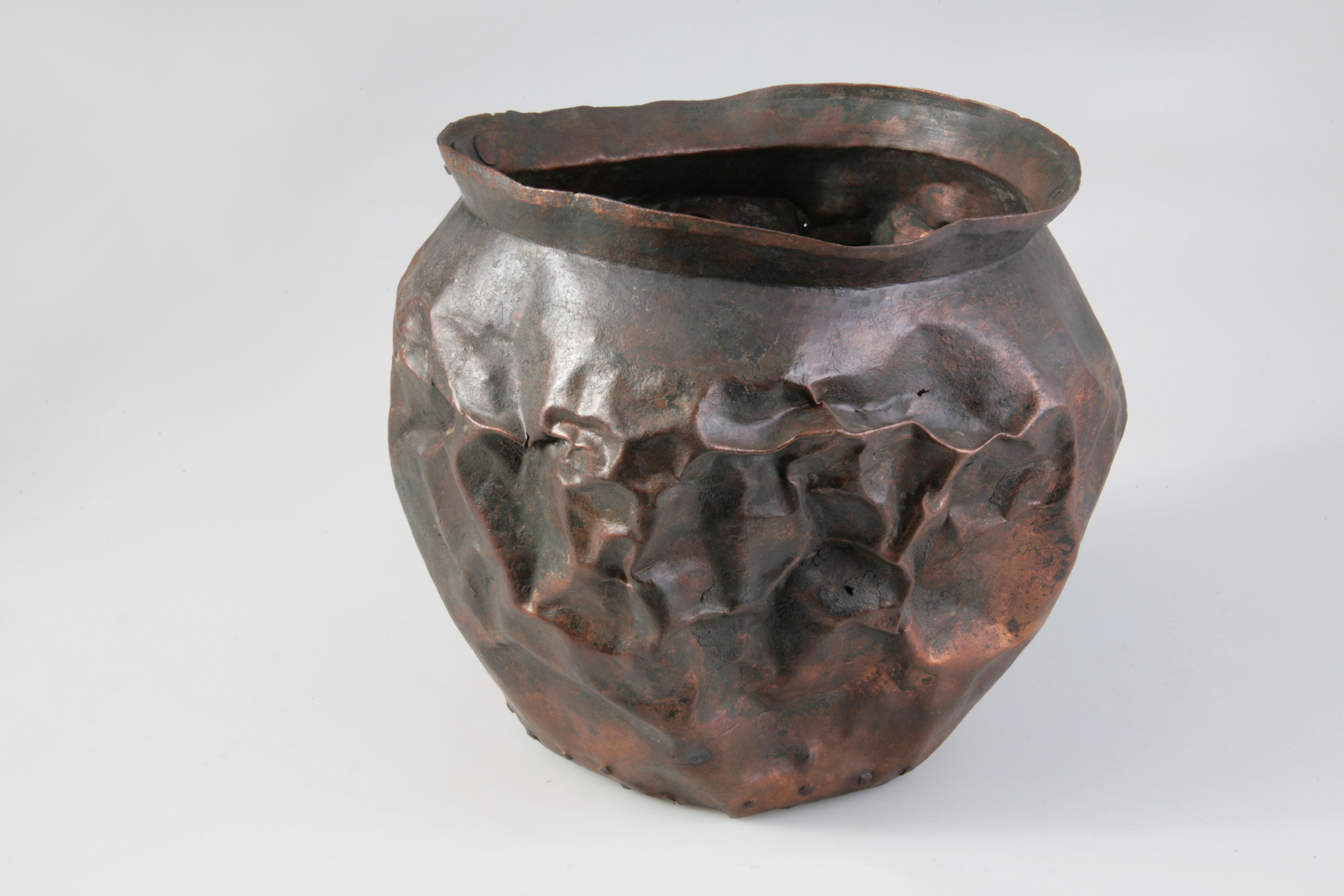
Bronzekessel AO: PADZH

- Obstmesser
Klinge Eisen
Schaft Messing
1. bis 2. Jahrhundert
AO: RMO Leiden
- Bronzekessel
AO: PADZH

Nicht unwichtig und – weil sehr populärwissenschaftlich gestaltet – sehr publikumswirksam präsentiert sich der privatwirtschaftlich betriebene „Archäologische Themenpark Archeon“ in Aalphen aan den Rijn. Hier soll auch bis zum Jahr 2021 das ehrgeizige Projekt Zwammerdamschepen en Nationaal Romeins scheepvaartmuseum (Schiffe von Zwammerdam und Nationales Römisches Schifffahrtsmuseum) realisiert werden. Das Projekt steht im Zusammenhang mit der beantragten Anerkennung auch des Niedergermanischen Limes als UNESCO-Weltkulturerbe und soll alle sechs Schiffe der Schiffsfunde von Zwammerdam, die zurzeit noch konserviert sind oder sich in Restaurationswerkstätten befinden, wie im Nederlands Instituut voor Scheeps- en onderwater Archeologie (NISA) in Lelystad, wieder am Ort ihrer Entdeckung zusammenführen und sichtbar machen.